# Schottische Badmintonmeisterschaft 1962
Die Schottische Badmintonmeisterschaft 1962 fand bereits vom 8. bis zum 9. Dezember 1961 in Edinburgh statt. Es war die 41. Austragung der nationalen Meisterschaften von Schottland im Badminton.

## Titelträger
| Disziplin    | Sieger                      |
| ------------ | --------------------------- |
| Herreneinzel | Robert McCoig               |
| Dameneinzel  | Muriel Ferguson             |
| Herrendoppel | Robert McCoig Frank Shannon |
| Damendoppel  | Wilma Tyre D. G. Calder     |
| Mixed        | Robert McCoig Wilma Tyre    |